# 水谷勝俊
水谷 勝俊（みずのや かつとし）は、戦国時代から江戸時代初期にかけての武将・大名。常陸国下館藩初代藩主。

## 生涯
天文11年（1542年）、水谷治持の次男として誕生。永禄9年（1566年）、兄・正村と共に結城晴朝に従って上杉謙信と戦った。永禄12年（1569年）、正村の隠居により家督を継いだ。
天正13年（1585年）には兄と共に下野国田野城を攻略して下野方面にも勢力を広げた。小田原征伐後、結城氏の与力大名となる。なお、この時、晴朝の養子に徳川家康の次男・秀康を迎える話が出た際には、正村と家康の間にかねて親交があった事から、勝俊が徳川氏との交渉に加わっている。文禄元年（1592年）からの文禄・慶長の役においては肥前国名護屋城に駐留した。
慶長5年（1600年）の関ヶ原の戦いにおいては、皆川広照の従弟にあたるという経緯から東軍に与した。このとき、子・勝隆が西軍に人質として捕らえかけられている。戦後、下野において佐竹義宣を牽制した功績を賞されて所領を安堵され、秀康が越前国北ノ庄に転封されると正式な独立大名となった。代わりに甥・正慶が秀康に仕え、越前移封に従っている。
慶長11年（1606年）6月3日、死去。享年65。跡を長男・勝隆が継いだ。